# Watchmaker
Watchmaker est un groupe américain de grindcore, originaire de Boston, dans le Massachusetts, actif entre 1997 et 2006.

## Histoire
Le groupe est formé en 1997 par le chanteur Brian Livoti et quelques amis, après avoir terminé l'université. Les premières répétitions ont eu lieu dans la cave de Livoti. Outre Livoti, le groupe était composé des guitaristes Paul Vaughn et Tim Donovan, du bassiste Nick Kirlis et du batteur Michael Garret. Le nom du groupe est emprunté au chapitre The Watchmaker du livre Watchmen d'Alan Moore. Grâce à un ami qui travaillait dans un studio d'enregistrement et que le groupe avait retrouvé à un mariage, le groupe enregistre une première démo à peu de frais. Toujours grâce à cet ami, le groupe signe un contrat d'enregistrement avec Wonderdrug Records, qui se trouve dans le même bâtiment que le studio d'enregistrement. Après la sortie de leur premier album Kill.Crush.Destroy. en 2001, Willowtip Records s'intéresse au groupe et publie leur deuxième album Kill.Fucking.Everyone. aux États-Unis et en Angleterre en 2003. S'ensuivent des concerts avec Today Is the Day, Burnt by the Sun et Cephalic Carnage. Lors de ces concerts, le groupe ne donne pas de titres des chansons et Brian Livoti la garde pour lui. Dans le reste de l'Europe, l'album ne sort que deux ans plus tard. 
En 2005, le troisième album Erased from the Memory of Man sort simultanément dans le monde entier. Après un split avec Hirudinea en 2006 sur Bestial Onslaught Productions, le groupe se sépare.

## Style musical
Selon Brian Livoti, interviewé par Kirby Unrest sur scenepointblank.com, le groupe ne répète pas ses chansons à l'avance, mais les écrit spontanément en studio d'enregistrement. Le premier week-end, l'un des deux guitaristes ainsi que Livoti et le batteur enregistrent les passages thrash. Après une courte pause, les enregistrements sont divisés en chansons et le guitariste qui n'a pas participé à l'enregistrement initial joue par-dessus. Le batteur, quant à lui, ne participe plus à l'enregistrement. À la fin, le bassiste joue sa partie. Les textes sont également souvent écrits spontanément et traitent de thèmes et de peurs quotidiens ou des problèmes conjugaux de Livoti. Livoti est le plus influencé par Pyromania de Def Leppard, The Number of the Beast d'Iron Maiden et Reign in Blood de Slayer. 
Wolf-Rüdiger Mühlmann du Rock Hard écrit dans sa critique de Kill.Fucking.Everyone. que le rythme de jeu était toujours élevé. Cependant, les chansons ne sont pas à la hauteur des groupes de grind et crustcore comme Napalm Death, Doom, Discharge, Sore Throat, Nasum et Skitsystem en termes d'écriture, de niveau de jeu et de contenu. Uwe Kubassa du Ox-Fanzine fait également une critique de l'album et décrit le style musical du groupe comme du grindcore destructeur et agressif et a rarement vu « un groupe aussi énervé. » Jan Jaedike, également du Rock Hard, déclare dans sa critique de Erased from the Memory of Man qu'on y trouvait une « éruption noise-grind avec parfois plus, parfois moins de bon sens », que l'on pourrait aussi qualifier de « noise white-trash ». Dans sa critique de l'album, Ollie Fröhlich du Ox-Fanzine écrit qu'au début, il l'aurait classé uniquement dans la catégorie crustcore, mais qu'il qualifie désormais le style musical de mélange de crustcore, punk hardcore, grindcore et noise. Ce mélange agressif devient toutefois vite ennuyeux. Dans les chansons, il y a des « textes hurlés de manière infernale. »

## Discographie
- 2001 : Kill.Crush.Destroy. (album, Wonderdrug Records)
- 2003 : Kill.Fucking.Everyone. (album, Willowtip Records)
- 2005 : Erased from the Memory of Man (album, Willowtip Records)
- 2006 : Hirudinea / Watchmaker (split avec Hirudinea, Bestial Onslaught Productions)
- 2015 : Kill.Crush.Destroy / Hirudinea Split E.P. (compilation, Killeveryone Records)
- 2015 : Kill.Fucking.Everyone. / Erased from the Memory of Man (compilation, Killeveryone Records)